# تل باروم
تل باروم محوطه‌ای باستانی در دره حوله ، بین کیرات شمونا و متولا است. این سایت بر روی یک تپه بازالتی واقع شده و بر دره اطراف مشرف است. اگرچه موقعیت این سایت دارای مزیت استراتژیک است، اما به دلیل نبود منابع آب و مشکل حفر چاه آب و چاه‌های ذخیره، تنها روستاهای کوچکی در بالای تپه وجود داشته است.

## تاریخ
دو کاوش نجات‌بخشی در محل انجام شده است. نخست در سال 1966 به سرپرستی میکا لیونا و قبل از ساخت یک برج منبع آب و دومی در سال 1998 به سرپرستی امانوئل داماتی قبل از نصب یک خط برق زیرزمینی. 
استقرار در تل باروم در زمان حکومت امپراتوری سلوکیان در قرن دوم قبل از میلاد تأسیس برقرار شده. این سکونت در طول دوره روم وجود داشته و در قرن دوم میلادی متروک شد. حدود 200 سال بعد، تپه دوباره در دوره بیزانسی مسکون شد. سکونتگاه بیزانسی روستایی ثروتمند بود. سازندگان کارهای تسطیح قابل توجهی انجام دادند و روستا را طبق یک نقشه سازمان یافته با کوچه‌های از قبل پیش‌بینی شده ساختند. این روستا دارای یک دستگاه روغن کشی بزرگ بوده که حاکی از فعالیت کشاورزی گسترده بود. این شهرک مدتی پس از هجوم مسلمین در قرن هفتم میلادی متروک شد. آخرین مرحله استقرار اصلی در زمان سلطنت ممالیک رخ داد. روستای جدید فقیر بود و ساکنان تأسیسات بیزانسی را به کار نمی‌گرفتند، به این معنی که احتمالاً چوپان بودند. این شهرک در قرن چهاردهم متروک شد. 
- تل رویم